# Hugo Auradou
Pour les articles homonymes, voir Auradou (homonymie).
Pas d'image ? Cliquez ici

a Compétitions nationales et continentales officielles uniquement.

b Matchs officiels uniquement.
Dernière mise à jour le 22 juin 2025.
Hugo Auradou, né le 20 juillet 2003 à Sèvres (Hauts-de-Seine), est un joueur international français de rugby à XV évoluant au poste de deuxième ligne à la Section paloise en Top 14.
Il est le fils de l'international français David Auradou, tandis que son frère aîné Paul évolue au Stade niçois.
En 2023, il remporte le Championnat du monde junior avec l'équipe de France des moins de 20 ans.

## Biographie

### Jeunesse et formation
Hugo Auradou est le fils du joueur international français de rugby à XV David Auradou. Son frère ainé, Paul, joue également au rugby à XV et a été formé à la Section paloise.
Hugo débute par la pratique du football avant de se tourner vers le rugby à XV, suivant ainsi les pas de son père et de son frère au Club athlétique sarladais. Par la suite, il rejoint le Stade montois rugby, où il est sélectionné pour le Top 100, réunissant les meilleurs joueurs de sa catégorie d'âge pendant une semaine. En 2020, il intègre le centre de formation de la Section paloise,, où il fait ses débuts avec les espoirs et en devient le capitaine.

### Carrière professionnelle

#### Révélation à la Section
Hugo Auradou dispute ses trois premiers matchs professionnels, à dix-huit ans, durant la saison 2021-2022 en Challenge européen. En janvier 2022, il est retenu par l'équipe de France des moins de 20 ans, avec qui il dispute quatre matchs lors du Tournoi des Six Nations des moins de 20 ans 2022.
La saison suivante, il est retenu, en octobre 2022, en tant que partenaire d'entraînement pour la préparation de la tournée d'automne du XV de France, après avoir intégré le groupe professionnel de la Section,. Ensuite, il fait ses débuts en Top 14 face à l'Aviron bayonnais, au mois de décembre, en tant que titulaire où il écope notamment d'un carton jaune,. Puis, il enchaîne ensuite sept rencontres d'affilée, notamment grâce à des absences sur blessure au sein de l'effectif palois, avant de se blesser également, fin février, face au Stade toulousain. Pendant cette série de matchs, il est retenu pour l'édition 2023 du Tournoi des Six Nations des moins de 20 ans en compagnie de six autres palois. Toutefois, il ne dispute que la deuxième journée, face à l'Irlande, où il est titulaire et inscrit un essai mais ne peut empêcher la défaite de son équipe. À l'issue de la saison, il est sélectionné pour le Championnat du monde junior 2023 en compagnie de trois autres sectionnistes: Théo Attissogbé, Brent Liufau et Clément Mondinat. À la fin de la compétition, il est sacré champion du monde avec ses coéquipiers après avoir remporté largement la finale sur le score de 50 à 14 face aux Irlandais où il est l'auteur d'une bonne performance,. Durant la compétition, il forme la deuxième ligne titulaire avec Posolo Tuilagi,.
À partir de la saison 2023-2024, Hugo Auradou émerge comme un joueur clé de la Section. Malgré l'arrivée de Sam Whitelock, deuxième ligne légendaire des All Blacks, Auradou voit son temps de jeu augmenter régulièrement. Hugo Auradou considère l'arrivée de Whitelock comme une opportunité d'apprentissage et d'acquisition d'expérience auprès d'un des meilleurs deuxièmes lignes du monde. Aux côtés de Whitelock, Auradou développe sa palette tactique, démontrant une intelligence tactique remarquable qui compense son déficit physique. Au fil de la saison, ses prérogatives au sein de l'équipe s'étendent, notamment grâce à sa contribution défensive croissante,. Dans une équipe mettant en avant les jeunes joueurs, Auradou est nommé capitaine de touche par Sébastien Piqueronies lors des victoires contre l'Union Bordeaux Bègles au stade Chaban-Delmas et face au RC Toulon au stade du Hameau. En avril 2024, Hugo Auradou subit une grave entorse à la cheville qui entraîne la fin de sa saison. Il est le deuxième joueur palois, à son poste, à subir une grave blessure après Mickaël Capelli en début d'année. Le club sectionniste prolonge son contrat jusqu'en 2028.

#### Premières sélections en équipe de France, accusations de viol en Argentine
En juin 2024, à l’issue de la saison 2023-2024, Hugo Auradou est sélectionné en équipe de France parmi une liste de trente-deux joueurs pour préparer la tournée d’été en Argentine. Cette sélection est marquée par l’absence de plusieurs cadres et la présence de nombreux joueurs sans aucune sélection. Le 6 juillet 2024, il honore sa première cape avec le XV de France en étant titularisé en deuxième ligne contre l’Argentine au stade Malvinas-Argentinas de Mendoza. La France s’impose 13-28.
Cependant, sa tournée est brusquement interrompue après son arrestation par la Gendarmerie nationale argentine le 8 juillet 2024.
Logiquement, cette affaire perturbe considérablement son début de saison 2024-2025. Après soixante-cinq jours d’absence, Hugo Auradou reprend l’entraînement avec la Section paloise le 9 septembre 2024, bien qu’il ne soit pas immédiatement réintégré dans le groupe professionnel. Il fait finalement son retour à la compétition contre l’USA Perpignan au stade Aimé-Giral le 5 octobre 2024,. Son entraîneur en club, Sébastien Piqueronies, lui apporte un soutien public, estimant qu’il est prêt à rejouer. L’accueil du public catalan reste toutefois mitigé.
En marge de la Nuit du Rugby, son coéquipier sectionniste Théo Attissogbe lui témoigne également son soutien. Malgré une saison décevante pour la Section paloise, marquée par de nombreuses blessures, Auradou s'intègre dans le collectif et s’impose de nouveau comme un élément clé du collectif béarnais,.
En fevrier 2025, Hugo Auradou est de nouveau convoqué en équipe de France pour le Tournoi des Six Nations 2025. Sa sélection suscite une vive polémique nationale,,,,, notamment relayée par L’Équipe, dont le rédacteur en chef adjoint publie un éditorial critique. Plusieurs figures du rugby français, dont Christophe Urios, expriment leur désaccord avec cette décision.
Malgré les critiques, Auradou et son coéquipier en sélection Oscar Jégou reçoivent le soutien du sélectionneur Fabien Galthié. Le président de la FFR, Florian Grill, justifie leur présence en rappelant que la justice argentine a prononcé un non-lieu dans l’affaire les concernant,. Hugo Auradou appréhende toutefois l'accueil réservé par le public du Stade de France. Selon un sondage Odoxa pour Winamax et RTL, 65 % des Français et 72 % des amateurs de rugby approuvent leur sélection, estimant qu’ils doivent être considérés comme des joueurs à part entière.
Auradou entre en jeu lors du premier match face au Pays de Galles, remporté largement par la France. Malgré les sifflets du public, il se distingue par son apport en touche et en défense. Il est impliqué sur l’essai de Julien Marchand. Lors de son second match face à l'Angleterre, en remplacement d’Alexandre Roumat, il se montre plus fébrile et commet plusieurs erreurs de main lors d’une défaite frustrante des Bleus.
Il n’est pas rappelé pour le match suivant contre l’Italie à Rome.
En juin 2025, il est appelé par Fabien Galthié dans la première liste pour préparer la tournée d'été en Nouvelle-Zélande. Il est retenu dans la liste finale pour disputer la tournée d'été en Nouvelle-Zélande au côté de ses coéquipiers en club Thibault Daubagna, Théo Attissogbe et Émilien Gailleton.

## Accusation de viol
Dans la nuit du 6 au 7 juillet 2024, lors de la tournée de l'équipe de France en Argentine, Hugo Auradou et Oscar Jégou sont accusés de viols répétés dans la chambre 603 qu’ils partagent au Diplomatic Hotel de Mendoza. Ces accusations font suite à une sortie alcoolisée après un match entre la France et l'Argentine.
Pendant cette soirée, un autre joueur de l'équipe de France, Melvyn Jaminet, est accusé d’avoir tenu des propos racistes,.
Le 8 juillet 2024, Hugo Auradou et Oscar Jégou sont arrêtés par la police de Mendoza, après le dépôt d’une plainte pour viol en réunion. Tous deux admettent avoir eu au cours de cette même nuit une relation sexuelle avec la plaignante, mais affirment que celle-ci était consentie, rejetant ses accusations de violences.
Le 12 juillet 2024, tous deux sont formellement inculpés pour viol aggravé en Argentine et placés en détention. Ils demandent à être placés en résidence surveillée, cette demande étant acceptée le 18 juillet 2024.
Le 12 août, le parquet argentin lève la mesure de résidence surveillée, mais les deux joueurs restent interdits de quitter le pays pendant que l’enquête se poursuit.
Finalement, après avoir obtenu l'autorisation de la justice argentine de quitter le pays, Hugo Auradou et Oscar Jégou rentrent en France le 4 septembre 2024.
Quelques semaines plus tard, le rapport d’expertise psychologique et psychiatrique de la plaignante est rendu ; il mentionne notamment une manipulation des faits, une exagération et un récit teinté d’influences extérieures,. Le 4 octobre, le parquet demande un non-lieu en faveur des deux joueurs français.
Hugo Auradou fait son retour sur les terrains professionnels le 5 octobre, prenant part à la rencontre de Top 14 contre l'USA Perpignan en tant que titulaire.
Le 10 décembre 2024, la juge Arenas chargée de l'affaire, à Mendoza, abandonne les poursuites pour viol aggravé contre Hugo Auradou et Oscar Jegou. La défense de la plaignante peut cependant faire appel de cette décision,.

## Statistiques

### En club
| Saison    | Saison          | Championnat | Championnat | Championnat | Championnat | Compétitions de l'EPCR | Compétitions de l'EPCR | Compétitions de l'EPCR | Compétitions de l'EPCR |
| Saison    | Saison          | Compétition | M           | Pts         | Ess.        | Compétition            | M                      | Pts                    | Ess.                   |
| --------- | --------------- | ----------- | ----------- | ----------- | ----------- | ---------------------- | ---------------------- | ---------------------- | ---------------------- |
| 2021-2022 | Section paloise | Top 14      | -           | -           | -           | Challenge européen     | 3                      | -                      | -                      |
| 2022-2023 | Section paloise | Top 14      | 8           | -           | -           | Challenge Cup          | 3                      | -                      | -                      |
| 2023-2024 | Section paloise | Top 14      | 20          | -           | -           | Challenge Cup          | 2                      | -                      | -                      |
| Total     | Total           | Top 14      | 28          | -           | -           | Challenge européen/Cup | 8                      | -                      | -                      |

### En sélection
| Année | Compétition   | Matchs | Points | Essais |
| ----- | ------------- | ------ | ------ | ------ |
| 2024  | Tournée d'été | 1      | -      | -      |
| 2025  | Six Nations   | 4      | -      | -      |
| Total | Total         | 5      | 0      | 0      |

## Palmarès
- Vainqueur du Championnat du monde junior en 2023 avec l'équipe de France des moins de 20 ans.
- Vainqueur du Tournoi des Six Nations en 2025

### Tournoi des Six Nations
| Édition          | Rang | Résultats France | Résultats Auradou | Matchs Auradou |
| ---------------- | ---- | ---------------- | ----------------- | -------------- |
| Six Nations 2025 | 1    | 4 v, 0 n, 1 d    | 3 v, 0 n, 1 d     | 4/5            |

Légende : v = victoire ; n = match nul ; d = défaite ; la ligne est en gras quand il y a Grand Chelem.